# Al-Valíd bin Talál
Al-Valíd bin Talál (* 7. března 1955, Rijád) je saúdskoarabský princ, synovec krále Abdalláha a vnuk krále Abd al-Azíze. V žebříčku nejbohatších lidí světa jej časopis Forbes řadí kolem 30. místa a jeho jmění odhaduje na 20 miliard dolarů (asi 549 mld. korun).
Z 95 procent vlastní investiční společnost Kingdom Holding Company a také podíly v řadě dalších firem, které provozují např. luxusní hotely. Patří mu také podíl v sociální síti Twitter.

## Dobročinnost
Podporuje emancipaci žen – např. první saúdskoarabské pilotce Hanádí Zakaríjá al-Hindí zaplatil letecký výcvik v Jordánsku. Poté ji zaměstnal ve své společnosti jako svou osobní pilotku. V roce 2014 díky němu získala i oprávnění létat nad územím Saúdské Arábie, tedy v době, kdy zde jako žena nesměla ani řídit auto.
Často věnuje peníze na dobročinné účely. Po teroristických útocích 11. září 2001 chtěl věnovat 10 mil. USD městu New York, což doprovodil komentářem volajícím po přehodnocení americké politiky na Středním východě a vyváženějším pohledu na palestinskou otázku. Město dar odmítlo. V roce 2002 věnoval české nadaci Vize 97 1,6 mil. USD (tehdy cca 50 milionů Kč) na nákup přístrojů a specializovaného lékařského zařízení pro dětskou onkologii, pro domovy důchodců a na nákup lékařské techniky potřebné k léčení zhoubných nádorů a těžkých nemocí. Téhož roku po operaci Obranný štít daroval 18,5 mil. GBP palestinským rodinám v Dženínu. V roce 2004 věnoval 17 mil. USD obětem Zemětřesení v Indickém oceánu 2004. V roce 2008 věnoval 16 mil. GBP Edinburské univerzitě na podporu studia islámu v současném světě. V roce 2015 pak prohlásil, že po vzoru Billa Gatese postupně věnuje na dobročinné účely své celé jmění.

## Rodina
Princ byl dvakrát ženatý, obě manželství ale skončila rozvodem. Z prvního manželství má dvě děti. Jeho druhou ženou byla princezna Amíra Tavíl, která vystudovala v USA a usiluje o lepší postavení žen v zemi.